# اچ‌ام‌اس دی۷

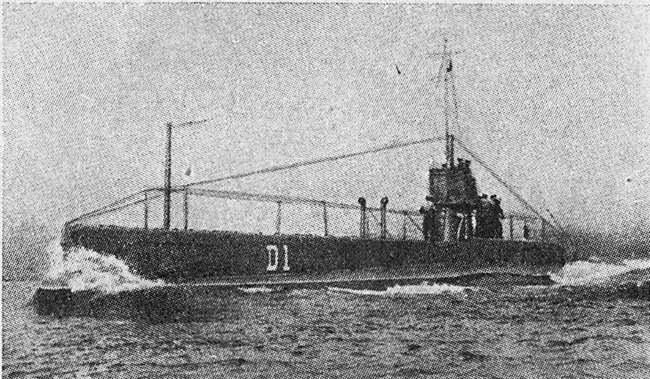
اچ‌ام‌اس دی۷

اچ‌ام‌اس دی۷ (به انگلیسی: HMS D7) یک زیردریایی بود که طول آن ۱۶۳٫۰ فوت (۴۹٫۷ متر) بود. این زیردریایی در سال ۱۹۱۱ ساخته شد.